# Albrechtice (Karvinái járás)
Albrechtice (lengyelül Olbrachcice, németül Albersdorf) község Csehországban, a Karvinái járásban. Albrechtice Těrlicko, Karviná, Havířov, Horní Suchá, Chotěbuz, Český Těšín és Stonava településekkel határos. Lakosainak száma 3818 fő (2024. január 1.).

## Népesség
A település lakosságának változását az alábbi diagram mutatja:
| Lakosok száma | 1015 | 1155 | 1387 | 2184 | 3616 | 3795 | 3948 | 3848 | 3742 | 3818 |
|               | 1869 | 1900 | 1921 | 1961 | 1980 | 2011 | 2016 | 2019 | 2021 | 2024 |